# The Sims 2: Kitchen & Bath Interior Design Stuff
'The Sims 2: Kitchen & Bath interior Design Stuff er en stuff-pakke til The Sims 2. Det blev udgivet 15. april, 2008 i USA og 18. april 2008 i Europa.
Det indeholdte nye genstande til køkken og badeværelse såsom køkkenborde, opvaskemaskiner, håndvaske, toiletter og brusebade. Pakken inkluderer også music til Salsa radiostationen. Der er i alt 103 nye genstande i pakken, men ingen tøj.